# William March
William March (18 de septiembre de 1893-15 de mayo de 1954) fue un escritor estadounidense y un marine que recibió numerosas condecoraciones. Escribió seis novelas y cuatro colecciones de historias cortas, siendo muy apreciada su producción por parte de los críticos. March fue catalogado como "el genio no reconocido de nuestro tiempo", sin embargo no tuvo mayor reconocimiento popular sino hasta después de su muerte. Sus novelas muestran sus sufrimientos personales por los conflictos derivados de una serie de problemas familiares, raciales y sexuales sin resolver. Los personajes de March, casi sin culpas propias, tienden a ser víctimas del destino. Sostiene que la libertad solo puede ser alcanzada siendo fiel a la naturaleza y humanidad de cada uno.

### Novelas
- Company K. New York: Smith and Haas. 1933.
  - Republished, intr. John W. Aldridge, Company K. New York: Arbor House. 1984. ISBN 0877956472.
  - Republished, ed. and intr. Philip Beidler, Company K. Tuscaloosa: The University of Alabama Press. 1989. ISBN 0817304800.
- Come in at the Door. New York: Smith and Haas. 1934.
- The Tallons. New York: Random House. 1936.
- The Looking-Glass. Boston: Little, Brown. 1943.
- October Island. Boston/London: Little, Brown/Gollancz. 1952.
- The Bad Seed. New York: Rinehart. 1954.
  - Republished, intr. Elaine Showalter, The Bad Seed: A Novel. Hopewell: Echo Press. 1997. ISBN 0880015403.

### Colecciones
- The Little Wife and Other Stories. New York: Smith and Haas. 1935.
- Some Like Them Short. Boston: Little, Brown. 1939.
- Trial Balance: The Collected Short Stories of William March. New York: Harcourt, Brace. 1945. ISBN 0817303723.
  - Republished, Trial Balance: The Collected Short Stories of William March. Westport: Greenwood. 1970. ISBN 0837132215.
  - Republished, intr. Rosemary M. Canfield-Reisman, Trial Balance: The Collected Short Stories of William March. Tuscaloosa: The University of Alabama Press. 1987. ISBN 0817303723.
- Alistair Cooke (1956). A William March Omnibus. New York: Rinehart.
- William T. Going (intro.) (1960). 99 Fables. Tuscaloosa: The University of Alabama Press.

### Películas basadas en obras de March
- The Bad Seed (directed by Mervyn LeRoy, 1956, with a new ending added)
- Company K (directed by Robert Clem, 2004)